# Concepción de Buenos Aires
Concepción de Buenos Aires är en kommunhuvudort i Mexiko.   Den ligger i kommunen Concepción de Buenos Aires och delstaten Jalisco, i den centrala delen av landet, 400 km väster om huvudstaden Mexico City. Concepción de Buenos Aires ligger 2 135 meter över havet och antalet invånare är 4 767.
Terrängen runt Concepción de Buenos Aires är huvudsakligen kuperad, men den allra närmaste omgivningen är platt. Terrängen runt Concepción de Buenos Aires sluttar norrut. Runt Concepción de Buenos Aires är det ganska glesbefolkat, med 25 invånare per kvadratkilometer. Concepción de Buenos Aires är det största samhället i trakten. I omgivningarna runt Concepción de Buenos Aires växer huvudsakligen savannskog.